# Стек протоколов OTN
Сеть OTN (Optical Transport Network) — это оптическая транспортная сеть, которая обеспечивает мультиплексирование и передачу цифровых данных по волновым каналам DWDM.

## Стек протоколов OTN
Стек протоколов OTN состоит из 4 уровней:
- Оптический канал (Optical Channel, Och) — нижний уровень протоколов;
- Протокол OPU(Optical Channel Payload Unit) — блок пользовательских данных оптического канала;
- Протокол ODU(Optical Channel Data Unit) — блок данных оптического канала;
- Протокол OTU(Optical Channel Transport Unit) — транспортный блок оптического канала.

### Оптический канал
Нижний уровень протоколов составляет оптический канал; обычно это спектральный канал DWDM. Данный уровень примерно соответствует фотонному уровню технологии SDH.

### Протокол OPU
Протокол OPU ответственен за доставку данных между пользователями сети. Он обеспечивает:
- инкапсуляцию пользовательских данных, таких как кадры Ethernet и SDH, в блоки OPU;
- выравнивание скоростей передачи пользовательских данных и блоков OPU;
- на приемной стороне извлекает пользовательские данные и передает их пользователю.

В зависимости от скорости передачи данных этому протоколу соответствуют блоки OPU1, OPU2, OPU3 и OPU4. Для выполнения своих функций протокол OPU добавляет к пользовательским данным свой заголовок OPU OH(OverHead). Блоки OPU не модифицируются сетью.

### Протокол ODU
Протокол ODU работает между конечными узлами сети OTN. В его функции входят:
- мультиплексирование и демультиплексирование блоков OPUU. (Например, мультиплексирование четырёх блоков OPU1 в один блок OPU2;
- мониторинг качества соединений в сети OTN.

Этот протокол формирует блоки ODU требуемой скорости, добавляя к соответствующим блокам OPU свой заголовок. Протокол ODU является аналогом протокола линии SDH.

### Протокол OTU
Протокол OTU работает между соседними узлами сети OTN, которые поддерживают функции электрической регенерации оптического сигнала, называемые также функциями 3R(retiming, reshaping and regeneration). Основное назначение протокола — контроль и исправление ошибок с помощью кодов FEC. Этот протокол добавляет к блоку ODUk свой концевик, содержащий код FEC, образуя блок OTUk. Протокол OTU соответствует протоколу секции SDH. Блоки OTUk помещаются непосредственно в оптический канал.

## Кадр OTN
Кадр OTN обычно представляется в виде матрицы, состоящей из 4080 столбцов-байтов и четырёх строк.

Кадр состоит из поля пользовательских данный(Payload) и служебных полей блоков OPU, ODU и OTU. Формат кадра зависит от уровня скорости OTN.

Поле пользовательских данных располагается с 17-го по 3824-й столбец и занимает все четыре строки кадра, а заголовок блока OPU занимает столбцы 15 и 16 также в четырёх строках. При необходимости заголовок OPU OH может занимать несколько кадров подряд (например, такой вариант встречается в том случае, когда нужно описать структуру поля пользовательских данных, мультиплексирующую несколько блоков OPU более низкого уровня). 

Блок ODU представлен только заголовком ODU OH. Блок OTU состоит из заголовка OTU OH и концевика OTU FEC, содержащего код коррекции ошибок FEC.

Начинается кадр с небольшого поля выравнивания кадра, необходимого для распознавания начала кадра.
| ODU OH |

## Иерархия скоростей технологии OTN
| Интерфейс G.709 | Битовая скорость кадров OTN (Гбит/с) | Клиентский кадр | Битовая скорость клиента (Гбит/с) |
| --------------- | ------------------------------------ | --------------- | --------------------------------- |
| OTU1            | 2.666                                | STM-16          | 2.488                             |
| OTU2            | 10.709                               | STM-64          | 9.953                             |
| OTU3            | 43.018                               | STM-256         | 39.813                            |
| OTU4            | 111.8                                | 100G Ethernet   | 100                               |

## Коррекция ошибок
В процедуре прямой коррекции ошибок (FEC) используются кода Рида-Соломона RS(255, 239). В этом самокорректирующемся коде данные кодируются блоками по 255 байт, из которых 239 байт являются пользовательскими, а 16 байт представляют собой корректирующий код. Коды Рида-Соломона позволяют исправлять до 8 ошибочных байтов в блоке из 255 байт.

Применение кода Рида-Соломона позволяет улучшить отношение мощности сигнала к мощности шума на 5дБ при уменьшении уровня битовых ошибок с 10−3(без применения FEC) до 10−2(после применения FEC). Этот эффект дает возможность увеличить расстояние между генераторами сети на 20 км или использовать менее мощные передатчики сигнала.